# 天主圣三、圣母玛利亚及圣伯尔纳铎圣殿总主教座堂

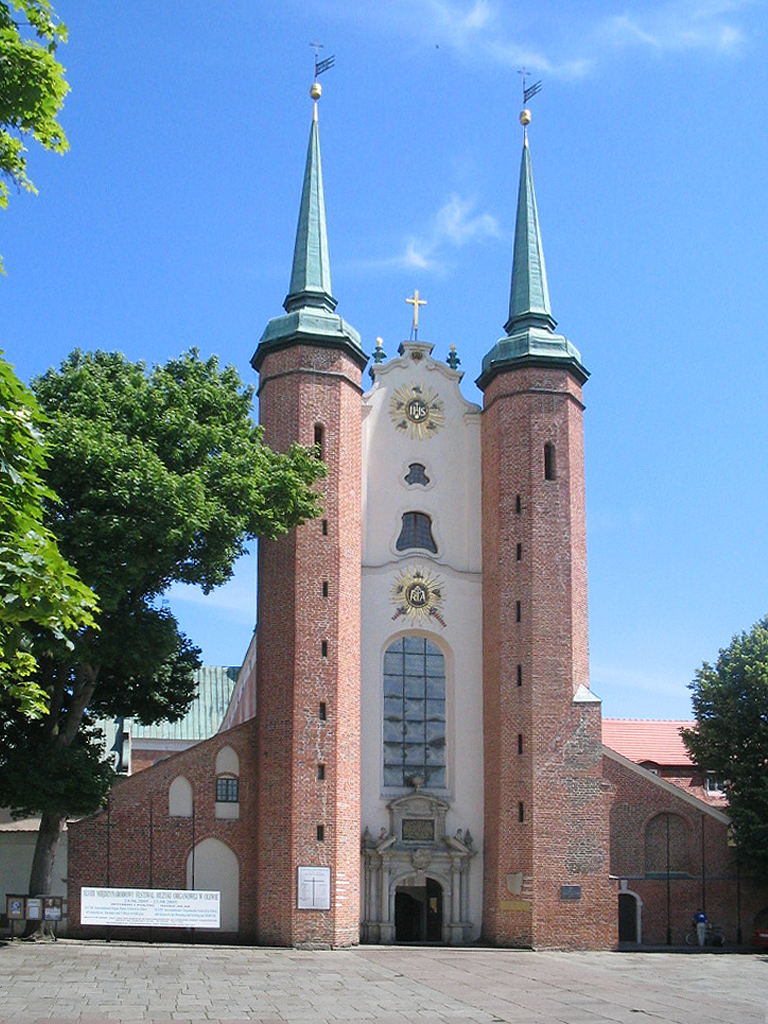

格但斯克奧利瓦天主圣三、圣母玛利亚及圣伯尔纳铎圣殿总主教座堂（波蘭語：Bazylika archikatedralna w Gdańsku-Oliwie）是位於波蘭格但斯克奧利瓦地區的一座教堂，獻給三位一體、聖母瑪利亞和聖伯爾納鐸。大教堂始建於1186年。1224年時教堂曾被燒毀，在1234年時重建。

## 外部連結
- Archcathedral Basilica in Gdańsk Oliwa on old photographs
- The organs of Oliwa website

54°24′39.65″N 18°33′32.08″E / 54.4110139°N 18.5589111°E